# Фијат CR.20
Фијат CR.20 (итал. Fiat CR.20) је италијански једноседи, једномоторни двокрилни ловачки авион. Авион је први пут полетео 1926. године. 

## Пројектовање и развој
Паралелно са производњом авиона Фиат CR.1, развијане су верзије са побољшаним карактеристикама летелица, од којих је једна била CR.20, све остале верзије нису ушле у производњу. Фиат CR.20 је био други масовно произведен авион који је пројектовао инж. Челестино Росатели са својим тимом. У овом пројекту пројектант је усвојио металну конструкцију трупа и крила, сескиплан архитектуру и везу између крила V упорницама (Воренова греда). Први лет је обављен 19. јула 1926. године, у септембру исте године је тестиран, а 1927. ушао је у масовну производњу.

## Технички опис
Труп има челичну конструкцију која је обавијена челичном мрежом која формира облик трупа. Предњи део трупа у коме се налази мотор и пилотска кабина су обложени алуминијумским лимом а остатак према репу је облепљен обојеним платном. У трупу се налазила отворена пилотска кабина са ветробранским стаклом и потребним инструментаријумом за сигуран лет. Прегледност из пилотске кабине је била добра јер се хладњак налазио испред мотора.
Погонска група: Авион је био опремљен са три врсте мотора који су описани у делу Верзије На вратилу мотора је била причвршћена од слојевито лепљеног дрвета двокрака вучна елиса, непроменљивог корака. Хладњак за расхладну течност се налази испред мотора а иза елисе. Резервоар за гориво се налази у трупу авиона иза мотора. Ту је био смештен и резервоар за уље.
Крила су правоугаоног облика са заобљеним угловима и припадају класи са танким профилом. Конструкција им је метална, комбинација челика и дуралуминијума. Има две челичне рамењаче направљене у виду решеткасте греде. Облога крила је од обојеног платна. Конструкција елерона је направљена од дурала а облога од платна. Елерони се налазе само на горњим крилима. Горња и доња крила су међусобно била повезана и укрућена V упорницама направљених од челичних цеви (Воренова греда).
Репне површине се састоје од фиксних стабилизатора (вертикални и хоризонтални) и кормила дубине и правца. Њихова конструкција је као и крила метална а облога од платна.
Стајни орган је био класичан, направљен као челична конструкција од заварених танкозидих цеви. Точкови су били независни (нема осовине између њих). Сваки точак је челичном виљушком везан за труп авиона а у стубове ослонце су уграђени уљно-пнеуматски амортизери. У точкове су уграђене кочнице. На репном делу се налазила еластична дрљача.

## Наоружање
Авион је био наоружан са два, са елисом синхронизована митраљеза, која су се налазила испред пилота на горњој страни трупа, изнад мотора и пуцала су кроз обртно поље елисе.
| Наоружање авиона: Фиат         |     |
| Ватрено (стрељачко) наоружање  |     |
| Топ                            |     |
| Митраљез                       |     |
| Број и ознака митраљеза        | 2   |
| Калибар                        | 7,7 |
| Бомбардерско наоружање (бомбе) |     |
| Ракетно наоружање (ракете)     |     |

## Верзије
Произведен је низ верзија овог авиона, међу њима и хидроавион.
- CR.20 - је била прва производна верзија авиона из 1926. модел са мотором  снаге 410 KS. Произведено је око 250 комада.
- CR.20 bis - је модернизовани модел из 1929. који је ушао у производњу 1930. Имао је крила смањене површине, нови стајни трап са уклоњеном осовином и два независна точка са уљно-пнеуматским амортизерима и кочницама. Направљено је 235 авиона CR.20 bis и CR.20 bis AK.
- CR.20 bis AK - је исти као модел  из 1930. године с тим што је опремљен мотором  снаге 425 KS, који је омогућавао боље перформансе авиону на већим висинама.
- CR.20 Acco - је исти као модел  из 1930. године с тим што је опремљен мотором  снаге 450 KS. Уградњом новог мотора омогућена је и поправка аеродинамичке линије авиона. Произведено је 204 ових авиона.
- CR.20 B - је модел са два седишта у тандем распореду, намењен за обуку или комуникацију (авион за везу). Прављени су од модела CR.20 и CR.20 bis.
- CR.20 Idro - је хидроавион који уместо стандардног стајног трапа има пар пловака. Прављен је од модела CR.20 и направљено је 46 машина.

## Оперативно коришћење
Намена авиона Фиат CR.20 је пре свега била ловачка заштита ваздушног простора, ваздушна борба са непријатељским авионима, заштита и пратња својих авиона (бомбардера и транспортера). У поморству му је задатак био да патролира и открива пловне објекте и напада их, врши заштиту бродова и конвоја, лука и линија снабдевања. Поред ових задатака овај авион има и значајну улогу у образовању треба да служи школовању и тренажи пилота.
Авион Фиат CR.20 се производио у периоду од 1927, до 1933. године а произведено је близу 700 примерака свих типова ових авиона. На врхунцу употребе у 1933, CR.20 је попуњавао 27 ескадрила италијанског РВ (Regia Aeronautica). CR.20 је био главни борбени авион који је користило италијанско ваздухопловство током касних 1920-их и раних 1930-их, пре него што га је заменио Фиат CR.32. Преостали CR.20 су затим предати у јединице за обуку, где су остали у употреби до касних 1930-их.
Као и CR.1, CR.20 никада није био борбени авион у правом смислу те речи, али за разлику од CR.1 коришћен је у борби. CR.20 је ушао у службу на време да учествује у завршној фази италијанског освајања Либије, пре него што је био у употреби током целог рата у Абисинији. Ни у једном случају Италијани се нису суочили са ваздушним отпором, па је CR.20 коришћен искључиво као јуришни авион.
Италија је 1933. продала пет CR.20 Парагвају, који је водио Чако рат против Боливије, ови авиони су служили као једини ловци Парагваја до краја рата.
У осам земаља је коришћен а најдуже у Литванији до 1940. године.

## Земље које су користиле авион
| - Аустрија - Мађарска - Италија - Литванија | - Парагвај - Пољска - Шпанија - СССР |